# 1. til 11. etape af Giro d'Italia 2009
1. til 11. etape af Giro d'Italia 2009 fandt sted mellem 9. og 20. maj. Løbet fortsatte 21. maj med 12. etape. Den første etape var, som den havde været det siden 2007, en holdtidskørsel – en etape, hvor hvert hold kører sammen mod uret. Som de fleste Grand Tours har det for vane, startede løbet med en række flade etaper, der lå til sprinterne. På disse etaper konkurrerede blandt andre Alessandro Petacchi og Mark Cavendish om etapesejrene. Petacchi tog to etapesejre, mens Cavendish tog tre individuelle etapesejre samt var med i sejren på første etapes holdtidskørsel.
Tre kuperede etaper lå i slutningen af løbets første uge samt starten af dets anden uge. Disse etaper førte Giroen gennem Østrig og Schweiz, før den igen vendte tilbage til Italien. Hver af disse etaper tog mere end fem timer at køre – ifølge rytterne var den regn, der faldt hver dag, kombineret med de besværligheder, de forskellige op- og nedkørsler udgjorde, forhold, der gjorde etaperne usikre. Denne holdning blev potentielt gyldiggjort af de livstruende skader, Pedro Horrillo pådrog sig på ottende etape, da han styrtede på en nedkørsel. Den niende etape skulle have været et storslået criterium som fejring af Giroens 100-års-jubilæum, men endte i en kollektiv protest fra rytterne over sikkerhedsforholdene på etapen og de, der kom før den. Protesten betød, at etapen blev neutraliseret, og alle ryttere fik noteret samme tid som etapevinderen, uanset hvornår de sluttede.
Tiende etape var dette års Giros længste og mest bjergrige. Den blev, sammen med en etape senere i løbet, kaldt løbets kongeetape, den sværeste etape. Danilo Di Luca vandt etapen og udbyggede dermed sin føring før løbets anden halvdel.
| Tegnforklaring   | Tegnforklaring                                                                                                   | Tegnforklaring | Tegnforklaring                                   |
| ---------------- | --- | -------------- | ------------------------------------------------ |
| En lyserød trøje | Angiver den førende rytter i det samlede klassement                                                              | En grøn trøje  | Angiver den førende rytter i bjergkonkurrencen   |
| En lilla trøje   | Angiver den førende rytter i pointkonkurrencen                                                                   | En hvid trøje  | Angiver den førende rytter i ungdomskonkurrencen |
|                  | s.t. angiver, at rytteren sluttede i samme gruppe som rytteren over ham, og blev derfor givet samme tid som ham. |                |                                                  |

## 1. etape
9. maj 2009 – Lido, 20,5 kilometer (holdtidskørsel)
Giro d'Italia 2009 begyndte, som Giroen havde gjort det siden 2007, med en holdtidskørsel (TTT). Den 20,5 kilometer lange helt flade rute i Venedig afgjorde, hvem der skulle blive den første til at bære den lyserøde førertrøje.
Team Columbia-High Road var første hold på ruten, og de skulle også vise sig at vinde etapen. De sluttede alle sammen sammen, hvilket er ret usædvanligt – især for det vindende hold: kun Caisse d'Epargne, der kørte næsten et minut langsommere, kørte over mållinjen samlet. Garmin-Slipstream, der havde som erklæret mål at gentage deres TTT-sejr fra Giro d'Italia 2008, sluttede officielt kun seks sekunder efter Team Columbia-High Road, men kun med fem ryttere samlet, hvilket er minimum (den femte rytter, der krydser mållinjen, angiver holdets tid). Som den første rytter fra Team Columbia-High Road, der krydsede mållinjen, blev Mark Cavendish tildelt den første lyserøde trøje som førende i klassementet, ligesom han også blev givet den hvide trøje som førende i ungdomskonkurrencen.
|    | Hold                       | Tid     |
| -- | -------------------------- | ------- |
| 1  | Team Columbia-High Road    | 21' 50" |
| 2  | Garmin-Slipstream          | + 6"    |
| 3  | Astana Pro Team            | + 13"   |
| 4  | L.P.R. Brakes-Farnese Vini | + 22"   |
| 5  | ISD                        | + 27"   |
| 6  | Team Katusha               | + 35"   |
| 7  | Rabobank                   | + 38"   |
| 8  | Liquigas                   | + 40"   |
| 9  | Lampre-N.G.C.              | + 42"   |
| 10 | Team Milram                | + 49"   |

|    | Rytter                     | Hold                    | Tid     |
| -- | -------------------------- | ----------------------- | ------- |
| 1  | Mark Cavendish (GBR)       | Team Columbia-High Road | 21' 50" |
| 2  | Marco Pinotti (ITA)        | Team Columbia-High Road | + 0"    |
| 3  | Edvald Boasson Hagen (NOR) | Team Columbia-High Road | + 0"    |
| 4  | Michael Rogers (AUS)       | Team Columbia-High Road | + 0"    |
| 5  | Thomas Lövkvist (SWE)      | Team Columbia-High Road | + 0"    |
| 6  | Mark Renshaw (AUS)         | Team Columbia-High Road | + 0"    |
| 7  | Kanstantsin Siutsou (BLR)  | Team Columbia-High Road | + 0"    |
| 8  | Morris Possoni (ITA)       | Team Columbia-High Road | + 0"    |
| 9  | Michael Barry (CAN)        | Team Columbia-High Road | + 0"    |
| 10 | David Zabriskie (USA)      | Garmin-Slipstream       | + 6"    |

## 2. etape
10. maj 2009 – Jesolo til Trieste, 156 kilometer
Denne etape var meget flad. Ruten indeholdt kun én kategoriseret stigning i lav højde nær etapens afslutning. Stigningen gav de første point i bjergkonkurrencen, og dermed blev den første grønne trøje uddelt til vinderen. Rytterne tog tre omgange på en 11 kilometer lang rundstrækning i Trieste, og pointene for stigningen blev uddelt på anden omgang over bjerget i Montebello.
Leonardo Scarselli sad foran feltet det meste af dagen efter et udbrud tidligt om morgenen. Feltet indhentede ham dog med 31 kilometer tilbage. David García vandt stigningen i Trieste, hvilket gjorde ham til den første vinder af en grøn trøje i årets løb, mens Alessandro Petacchi vandt en snæver sejr over Mark Cavendish i den afsluttende massespurt.
Et styrt på sidste omgang over Montebello-bjerget betød, at feltet blev splittet, og at kun 51 ryttere kunne konkurrere om etapesejren. Resten af feltet sluttede 13 sekunder efter de førende, og da styrtet fandt sted mere end tre kilometer fra målstregen, talte den tabte tid i den samlede stilling. Blandt dem, der tabte tid, kan nævnes forhåndsfavoritterne Levi Leipheimer og Ivan Basso.
|    | Rytter                    | Hold                       | Tid        |
| -- | ------------------------- | -------------------------- | ---------- |
| 1  | Alessandro Petacchi (ITA) | L.P.R. Brakes-Farnese Vini | 3h 43' 07" |
| 2  | Mark Cavendish (GBR)      | Team Columbia-High Road    | s.t.       |
| 3  | Ben Swift (GBR)           | Team Katusha               | s.t.       |
| 4  | Allan Davis (AUS)         | Quick Step                 | s.t.       |
| 5  | Tyler Farrar (USA)        | Garmin-Slipstream          | s.t.       |
| 6  | Oscar Gatto (ITA)         | ISD                        | s.t.       |
| 7  | Francesco Gavazzi (ITA)   | Lampre-N.G.C.              | s.t.       |
| 8  | Davide Viganò (ITA)       | Fuji-Servetto              | s.t.       |
| 9  | Manuele Mori (ITA)        | Lampre-N.G.C.              | s.t.       |
| 10 | Dries Devenyns (BEL)      | Quick Step                 | s.t.       |

|    | Rytter                     | Hold                       | Tid        |
| -- | -------------------------- | -------------------------- | ---------- |
| 1  | Mark Cavendish (GBR)       | Team Columbia-High Road    | 4h 04' 43" |
| 2  | Mark Renshaw (AUS)         | Team Columbia-High Road    | + 14"      |
| 3  | Michael Rogers (AUS)       | Team Columbia-High Road    | + 14"      |
| 4  | Thomas Lövkvist (SWE)      | Team Columbia-High Road    | + 14"      |
| 5  | Edvald Boasson Hagen (NOR) | Team Columbia-High Road    | + 14"      |
| 6  | Tyler Farrar (USA)         | Garmin-Slipstream          | + 16"      |
| 7  | Alessandro Petacchi (ITA)  | L.P.R. Brakes-Farnese Vini | + 16"      |
| 8  | Christian Vandevelde (USA) | Garmin-Slipstream          | + 20"      |
| 9  | Bradley Wiggins (GBR)      | Garmin-Slipstream          | + 20"      |
| 10 | Lance Armstrong (USA)      | Astana Pro Team            | + 27"      |

## 3. etape
11. maj 2009 – Grado til Valdobbiadene, 198 kilometer
Denne etape var også flad, og den sluttede i en massespurt.
Et udbrud på fem ryttere, der havde et maksimalt forspring på syv minutter, tog pointene på den indlagte pointspurt og på dagens eneste kategoriserede stigning, men blev hentet med omkring 38 kilometer tilbage af etapen. Flere styrt efter 50-kilometermærket, kombineret med en række udbrudsforsøg, betød at feltet blev splittet, og Alessandro Petacchi tog sin anden etapesejr i træk efter en svækket massespurt, som Cavendish ikke deltog i, da han blev fanget bag styrtene.
Christian Vandevelde, kaptajnen fra Garmin-Slipstream, var hårdest ramt af styrtene, og han måtte trække sig fra Giroen med et brækket ribben og en stressfraktur i bækkenet. Styrtene gjorde også at Mark Cavendish ikke kom ind med hovedfeltet til målstregen; han nåede op på at være 15 sekunder efter gruppen, før han måtte give op og reelt opgive den lyserøde trøje. Petacchis anden etapesejr gav ham også løbets førertrøje.
|    | Rytter                    | Hold                         | Tid        |
| -- | ------------------------- | ---------------------------- | ---------- |
| 1  | Alessandro Petacchi (ITA) | L.P.R. Brakes-Farnese Vini   | 4h 45' 27" |
| 2  | Tyler Farrar (USA)        | Garmin-Slipstream            | s.t.       |
| 3  | Francesco Gavazzi (ITA)   | Lampre-N.G.C.                | s.t.       |
| 4  | Dario Cataldo (ITA)       | Quick Step                   | s.t.       |
| 5  | Damiano Cunego (ITA)      | Lampre-N.G.C.                | s.t.       |
| 6  | Philippe Gilbert (BEL)    | Silence-Lotto                | s.t.       |
| 7  | Oscar Gatto (ITA)         | ISD                          | s.t.       |
| 8  | Michael Rogers (AUS)      | Team Columbia-High Road      | s.t.       |
| 9  | Anders Lund (DEN)         | Team Saxo Bank               | s.t.       |
| 10 | Stefano Garzelli (ITA)    | Acqua & Sapone-Caffè Mokambo | s.t.       |

|    | Rytter                    | Hold                       | Tid        |
| -- | ------------------------- | -------------------------- | ---------- |
| 1  | Alessandro Petacchi (ITA) | L.P.R. Brakes-Farnese Vini | 8h 50' 06" |
| 2  | Tyler Farrar (USA)        | Garmin-Slipstream          | + 8"       |
| 3  | Michael Rogers (AUS)      | Team Columbia-High Road    | + 18"      |
| 4  | Thomas Lövkvist (SWE)     | Team Columbia-High Road    | + 18"      |
| 5  | Lance Armstrong (USA)     | Astana Pro Team            | + 31"      |
| 6  | Danilo Di Luca (ITA)      | L.P.R. Brakes-Farnese Vini | + 40"      |
| 7  | Jaroslav Popovytj (UKR)   | Astana Pro Team            | + 44"      |
| 8  | Levi Leipheimer (USA)     | Astana Pro Team            | + 44"      |
| 9  | Andrij Hryvko (UKR)       | ISD                        | + 45"      |
| 10 | Francesco Gavazzi (ITA)   | Lampre-N.G.C.              | + 52"      |

## 4. etape
12. maj 2009 – Padova til San Martino di Castrozza, 162 kilometer
Dette var Giroens første bjergetape. Ruten indeholdt en høj stigning efter 123 km, og en bjergafslutning ved San Martino di Castrozza.
En gruppe på seks ryttere slap væk efter bare 5 km. Denne gruppe bestod af Serafin Martinez, Francesco Bellotti, Davide Viganò, Ian Stannard, Francesco De Bonis og Jens Voigt. De opnåede et forspring på 6 minutter og 30 sekunder, og med et tempo på 45 km/t på etapens første tre timer var det sandsynligt, at en af gruppens medlemmer skulle blive etapens vinder. Den høje hastighed betød, at flere ryttere måtte slippe, da gruppen nåede dagens sidste stigning, og kun Voigt og Bellotti var tilbage, da opstigningen begyndte. To kilometer oppe på stigningen angreb Voigt igen, idet han prøvede at køre alene i mål de sidste 8 kilometer.
Favoritterne til det samlede klassement og de bedste bjergryttere udgjorde en forfølgergruppe, der indhentede Voigt med 3 kilometer tilbage. Angreb fra den columbianske rytter Mauricio Soler havde betydet, at gruppen kunne indhente de sidste rester af udbruddet. Han angreb igen med 2 kilometer tilbage, fik hurtigt et hul til sine konkurrenter og så ud til at kunne tage etapesejren. Vinderen af Giro d'Italia 2007, Danilo Di Luca, timede sin spurt til målstregen perfekt. Han overhalede Soler og tog etapesejren. Seksten ryttere sluttede med samme tid som Di Luca, ti var seks sekunder efter, og yderligere 26 var under et minut efter hans vindertid. Thomas Lövkvist, der sluttede i samme gruppe som Di Luca, fik et lille forspring i den samlede stilling efter etapen. Di Luca blev dog senere testet positiv for EPO og blev frataget sin sejr. Etapesejren blev senere givet til nummer to på etapen, Stefano Garzelli.
|    | Rytter                  | Hold                         | Tid        |
| -- | ----------------------- | ---------------------------- | ---------- |
| 1  | Danilo Di Luca (ITA)    | L.P.R. Brakes-Farnese Vini   |            |
| 1  | Stefano Garzelli (ITA)  | Acqua & Sapone-Caffè Mokambo | 4h 15' 04" |
| 3  | Franco Pellizotti (ITA) | Liquigas                     | s.t.       |
| 4  | Mauricio Soler (COL)    | Barloworld                   | s.t.       |
| 5  | Gilberto Simoni (ITA)   | Diquigiovanni-Androni        | s.t.       |
| 6  | Levi Leipheimer (USA)   | Astana Pro Team              | s.t.       |
| 7  | Thomas Lövkvist (SWE)   | Team Columbia-High Road      | s.t.       |
| 8  | Ivan Basso (ITA)        | Liquigas                     | s.t.       |
| 9  | Denis Mensjov (RUS)     | Rabobank                     | s.t.       |
| 10 | David Arroyo (ESP)      | Caisse d'Epargne             | s.t.       |

|    | Rytter                  | Hold                       | Tid         |
| -- | ----------------------- | -------------------------- | ----------- |
| 1  | Thomas Lövkvist (SWE)   | Team Columbia-High Road    | 13h 05' 28" |
| 2  | Danilo Di Luca (ITA)    | L.P.R. Brakes-Farnese Vini | + 2"        |
| 3  | Michael Rogers (AUS)    | Team Columbia-High Road    | + 6"        |
| 4  | Jaroslav Popovytj (UKR) | Astana Pro Team            | + 26"       |
| 5  | Levi Leipheimer (USA)   | Astana Pro Team            | + 26"       |
| 6  | Lance Armstrong (USA)   | Astana Pro Team            | + 28"       |
| 7  | Franco Pellizotti (ITA) | Liquigas                   | + 32"       |
| 8  | Damiano Cunego (ITA)    | Lampre-N.G.C.              | + 42"       |
| 9  | Marzio Bruseghin (ITA)  | Lampre-N.G.C.              | + 42"       |
| 10 | Carlos Sastre (ESP)     | Cervélo TestTeam           | + 49"       |

## 5. etape
13. maj 2009 – San Martino di Castrozza til Alpe di Siusi, 125 kilometer
Dette var en af de korteste regulære etaper i 2009-udgaven af Giroen, men dens profil var ret usædvanlig. Rytterne startede, hvor de sluttede dagen før, på bjergtoppen ved San Martino di Castrozza, for derefter at køre omkring 400 højdemeter op ad en kategoriseret stigning ved Passo Rolle og så køre over 1700 højdemeter ned. Herefter kørte de næsten lige så mange højdemeter op igen til en anden bjergafslutning på Alpe di Siusi.
Et syv mand stort udbrud stak over Passo Rolle-stigningen og tog et maksimalt forspring på 4 minutter og 30 sekunder i dalen mellem bjergtoppene. Giovanni Visconti var for en stund førende i løbet på den strækning, idet han startede løbet lige under tre minutter efter manden i den lyserøde trøje, Thomas Lövkvist. Feltet, der blev ført frem af Liquigas, fangede dem med omkring 15 kilometer tilbage af løbet, hvilket banede vejen for at Sylwester Szmyd og Ivan Basso kunne forsøge af splitte feltet før afslutningen. Seks ryttere kunne følge med til slut, og det endte med en sejr til Denis Mensjov på toppen af Alpe di Suisi. De andre seks i den førende gruppe holdt sig tæt på vinderen, og kun Carlos Sastre tabte mere end ti sekunder. Danilo Di Luca blev den nye mand i lyserødt efter sin andenplads på etapen.
Damiano Cunego, Lance Armstrong og Stefano Garzelli, der alle var blevet udråbt til favoritter før løbet, tabte alle mere end to minutter på etapen, idet de ikke kunne følge Liquigas-holdets tempo på vej op til Alpe di Suisi. Da de – sammen med Michael Rogers – havde vist svaghed på stigningen, regnede flere med, at kun Mensjov, Di Luca, Lövkvist, Basso, Levi Leipheimer og Sastre kunne tage den samlede sejr. Sejren betød, at Mensjov havde taget etapesejre i alle tre Grand Tour-løb, ligesom sejren var den første for Rabobank i Giro d'Italia nogensinde.
|    | Rytter                   | Hold                       | Tid        |
| -- | ------------------------ | -------------------------- | ---------- |
| 1  | Denis Mensjov (RUS)      | Rabobank                   | 3h 15' 24" |
| 2  | Danilo Di Luca (ITA)     | L.P.R. Brakes-Farnese Vini | + 2"       |
| 3  | Thomas Lövkvist (SWE)    | Team Columbia-High Road    | + 5"       |
| 4  | Ivan Basso (ITA)         | Liquigas                   | s.t.       |
| 5  | Levi Leipheimer (USA)    | Astana Pro Team            | + 9"       |
| 6  | Chris Horner (USA)       | Astana Pro Team            | s.t.       |
| 7  | Carlos Sastre (ESP)      | Cervélo TestTeam           | + 19"      |
| 8  | David Arroyo (ESP)       | Caisse d'Epargne           | + 22"      |
| 9  | Michael Rogers (AUS)     | Team Columbia-High Road    | s.t.       |
| 10 | Fredrik Kessiakoff (SWE) | Fuji-Servetto              | s.t.       |

|    | Rytter                  | Hold                       | Tid         |
| -- | ----------------------- | -------------------------- | ----------- |
| 1  | Danilo Di Luca (ITA)    | L.P.R. Brakes-Farnese Vini | 16h 20' 44" |
| 2  | Thomas Lövkvist (SWE)   | Team Columbia-High Road    | + 5"        |
| 3  | Michael Rogers (AUS)    | Team Columbia-High Road    | + 36"       |
| 4  | Levi Leipheimer (USA)   | Astana Pro Team            | + 43"       |
| 5  | Denis Mensjov (RUS)     | Rabobank                   | + 50"       |
| 6  | Ivan Basso (ITA)        | Liquigas                   | + 1' 06"    |
| 7  | Carlos Sastre (ESP)     | Cervélo TestTeam           | + 1' 16"    |
| 8  | Chris Horner (USA)      | Astana Pro Team            | + 1' 17"    |
| 9  | Franco Pellizotti (ITA) | Liquigas                   | + 1' 27"    |
| 10 | David Arroyo (ESP)      | Caisse d'Epargne           | + 1' 41"    |

## 6. etape
14. maj 2009 – Brixen til Mayrhofen (Østrig), 248 kilometer
Denne etape var en af de længste i denne udgave af Giroen. Den første halvdel af etapen var bakket uden kategoriserede stigninger. Den anden halvdel indeholdt to korte stigninger med en flad 22 kilometer lang dal imellem sig. Efter at være kommet ned fra den anden stigning, Gelospass, havde rytterne 11 kilometer til målet i Østrig.
Dagens udbrud bestod af fem ryttere, der stak af sted efter 55 kilometer i sadlen. Deres største forspring var på lige under otte minutter. Med omkring 60 kilometer til mål kørte Michele Scarponi og Vasil Kiryienka på dagens anden stigning fra deres tre følgesvende i udbruddet. Scarponi kørte derpå fra Kiryienka 50 kilometer senere og kørte alene i mål. Gruppen med den lyserøde trøje opslugte de resterende ryttere fra det tidlige udbrud og sluttede et halvt minut efter Scarponi, mens seks ryttere fra gruppen tog fire sekunder på løbets førende rytter, Danilo Di Luca, på målstregen. Lance Armstrong tabte endnu mere tid, idet han sluttede 43 sekunder efter etapens nummer to, Edvald Boasson Hagen.
|    | Rytter                     | Hold                       | Tid        |
| -- | -------------------------- | -------------------------- | ---------- |
| 1  | Michele Scarponi (ITA)     | Diquigiovanni-Androni      | 5h 49' 55" |
| 2  | Edvald Boasson Hagen (NOR) | Team Columbia-High Road    | + 32"      |
| 3  | Allan Davis (AUS)          | Quick Step                 | s.t.       |
| 4  | Filippo Pozzato (ITA)      | Team Katusha               | s.t.       |
| 5  | Matthew Goss (AUS)         | Team Saxo Bank             | s.t.       |
| 6  | Philippe Gilbert (BEL)     | Silence-Lotto              | s.t.       |
| 7  | Enrico Gasparotto (ITA)    | Lampre-N.G.C.              | s.t.       |
| 8  | Michael Rogers (AUS)       | Team Columbia-High Road    | + 36"      |
| 9  | Danilo Di Luca (ITA)       | L.P.R. Brakes-Farnese Vini | s.t.       |
| 10 | Tadej Valjavec (SLO)       | Ag2r-La Mondiale           | s.t.       |

|    | Rytter                  | Hold                       | Tid         |
| -- | ----------------------- | -------------------------- | ----------- |
| 1  | Danilo Di Luca (ITA)    | L.P.R. Brakes-Farnese Vini | 22h 11' 15" |
| 2  | Thomas Lövkvist (SWE)   | Team Columbia-High Road    | + 5"        |
| 3  | Michael Rogers (AUS)    | Team Columbia-High Road    | + 36"       |
| 4  | Levi Leipheimer (USA)   | Astana Pro Team            | + 43"       |
| 5  | Denis Mensjov (RUS)     | Rabobank                   | + 50"       |
| 6  | Ivan Basso (ITA)        | Liquigas                   | + 1' 06"    |
| 7  | Carlos Sastre (ESP)     | Cervélo TestTeam           | + 1' 16"    |
| 8  | Chris Horner (USA)      | Astana Pro Team            | + 1' 17"    |
| 9  | Franco Pellizotti (ITA) | Liquigas                   | + 1' 27"    |
| 10 | David Arroyo (ESP)      | Caisse d'Epargne           | + 1' 41"    |

## 7. etape
15. maj 2009 – Innsbruck (Østrig) to Chiavenna, 244 kilometer
Løbet vendte tilbage til Italien efter også at have været igennem Schweiz på endnu en lang etape. Dagens eneste stigning, Passo Maloja, lå efter lidt over 200 km. Hele etapen havde indtil stigningen haft en lille stigningsprocent, mens afslutningen var en lang og drastisk nedkørsel til Chiavenna. Etapens profil så ud til at indbyde til udbrudsforsøg.
Flere udbrud kom af sted på etapen. Det første bestod af fire ryttere, og det kom af sted efter 24 kilometer. Gruppen opnåede et maksimalt forspring på over ni minutter, men feltet var i stand til at hente dem før Passo Maloja. Lige efter toppen angreb Alessandro Bertolini, og han fik et lille hul. Han var i stand til at forlænge sin tid i udbrud ved at køre nedkørslen fra Passo Maloja i en ekstremt aerodynamisk position ud over sadlen med al sin vægt over styret. Et afgørende fire-mands udbrud kom fri af feltet med 12 kilometer til mål, og Bertolini var i stand til at blive hos forfølgerne, da de indhentede ham. Andeiy Hryvko forsøgte at køre sig op til udbruddet, men klarede det ikke. På trods af flere rutinerede rytteres tilstedeværelse i udbruddet – og flere sprinteres – blev det den unge nordmand Edvald Boasson Hagen, der krydsede målstregen først.
Der var opstået kontrovers før Giroen, da det blev afsløret, at mange af sponsorerne på Astana Pro Team ikke havde betalt de fulde beløb til holdet, og at rytterne derfor ikke havde fået deres fulde løn på det tidspunkt i sæsonen. Startende med denne etape bar holdet nye trøjer, der havde de underbetalende sponsorers navne bleget ud, i protest.
|    | Rytter                     | Hold                    | Tid        |
| -- | -------------------------- | ----------------------- | ---------- |
| 1  | Edvald Boasson Hagen (NOR) | Team Columbia-High Road | 5h 56' 53" |
| 2  | Robert Hunter (RSA)        | Barloworld              | s.t.       |
| 3  | Pavel Brutt (RUS)          | Team Katusha            | s.t.       |
| 4  | Davide Viganò (ITA)        | Fuji-Servetto           | s.t.       |
| 5  | Alessandro Bertolini (ITA) | Diquigiovanni-Androni   | s.t.       |
| 6  | Andrij Hryvko (UKR)        | ISD                     | + 31"      |
| 7  | Matthew Goss (AUS)         | Team Saxo Bank          | + 40"      |
| 8  | Allan Davis (AUS)          | Quick Step              | s.t.       |
| 9  | Robert Förster (GER)       | Team Milram             | s.t.       |
| 10 | Ben Swift (GBR)            | Team Katusha            | s.t.       |

|    | Rytter                  | Hold                       | Tid         |
| -- | ----------------------- | -------------------------- | ----------- |
| 1  | Danilo Di Luca (ITA)    | L.P.R. Brakes-Farnese Vini | 28h 08' 48" |
| 2  | Thomas Lövkvist (SWE)   | Team Columbia-High Road    | + 5"        |
| 3  | Michael Rogers (AUS)    | Team Columbia-High Road    | + 36"       |
| 4  | Levi Leipheimer (USA)   | Astana Pro Team            | + 43"       |
| 5  | Denis Mensjov (RUS)     | Rabobank                   | + 50"       |
| 6  | Ivan Basso (ITA)        | Liquigas                   | + 1' 06"    |
| 7  | Carlos Sastre (ESP)     | Cervélo TestTeam           | + 1' 16"    |
| 8  | Chris Horner (USA)      | Astana Pro Team            | + 1' 17"    |
| 9  | Franco Pellizotti (ITA) | Liquigas                   | + 1' 27"    |
| 10 | David Arroyo (ESP)      | Caisse d'Epargne           | + 1' 41"    |

## 8. etape
16. maj 2009 – Morbegno til Bergamo, 209 kilometer
Der var to kategoriserede stigninger på denne rute, blandt andet en høj og stejl en ved Culmine de San Pietro efter 64 kilometer. Længden af den flade strækning efter nedstigningen gjorde dog, at etapens afslutning ikke kunne forudses.
Mellem 30- og 40-kilometermærket opstod et timandsudbrud langsomt. Deres største forspring var på lige over fire minutter, da de nærmede sig dagens anden stigning, Colle del Gallo. En gruppe klassementfavoritter og hjælperyttere kom først over denne stigning, men den førende rytter Danilo Di Luca var ikke blandt dem til at starte med, idet han lå omkring et minut efter. Da gruppen tilsyneladende ikke kunne arbejde sammen, kunne Di Luca indhente dem. Kanstantsin Siutsou stod for dagens afgørende angreb, da han slap af sted med omkring 15 kilometer til mål, og selvom han ikke nåede over et halvt minuts forspring, var han i stand til at tage etapesejren.
Etapen bød også på et dramatisk og livstruende styrt for Pedro Horrillo på Culmine di San Pietro. Hans cykel skred på en bunke våde blade på nedstigningen, og han mistede kontrollen over sin cykel. Han gled ind i et autoværn og tumlede ned af bjergsiden. Horrillo faldt 60 meter og fik brud på sine lårbensknogler, knæskaller, brysthvivler og halebenet, ligesom han fik punkteret en lunge og fik en indre blødning. Han blev fløjet fra bjerget og ført til et nærliggende hospital i en ambulance. Horrillo vågnede i ambulancen, men blev lagt i kunstigt koma for at hjælpe hans bedring. Han blev taget ud af koma den næste dag, og scanninger viste, at hans hjerne ikke havde taget skade. Feltets protest på næste dags 9. etape skulle til dels ses som en reaktion på Horrillos slemme skader.
Efter fem uger på hospitalet både i Italien og sit hjemland, Spanien, kom Horrillo sig over skaderne.
|    | Rytter                     | Hold                         | Tid        |
| -- | -------------------------- | ---------------------------- | ---------- |
| 1  | Kanstantsin Siutsou (BLR)  | Team Columbia-High Road      | 5h 04' 34" |
| 2  | Edvald Boasson Hagen (NOR) | Team Columbia-High Road      | + 21"      |
| 3  | Danilo Di Luca (ITA)       | L.P.R. Brakes-Farnese Vini   | s.t.       |
| 4  | Michael Rogers (AUS)       | Team Columbia-High Road      | s.t.       |
| 5  | Franco Pellizotti (ITA)    | Liquigas                     | s.t.       |
| 6  | Stefano Garzelli (ITA)     | Acqua & Sapone-Caffè Mokambo | s.t.       |
| 7  | Damiano Cunego (ITA)       | Lampre-N.G.C.                | s.t.       |
| 8  | Jackson Rodriguez (VEN)    | Diquigiovanni-Androni        | s.t.       |
| 9  | Marzio Bruseghin (ITA)     | Lampre-N.G.C.                | s.t.       |
| 10 | Thomas Rohregger (AUT)     | Team Milram                  | s.t.       |

|    | Rytter                  | Hold                       | Tid         |
| -- | ----------------------- | -------------------------- | ----------- |
| 1  | Danilo Di Luca (ITA)    | L.P.R. Brakes-Farnese Vini | 33h 13' 35" |
| 2  | Thomas Lövkvist (SWE)   | Team Columbia-High Road    | + 13"       |
| 3  | Michael Rogers (AUS)    | Team Columbia-High Road    | + 44"       |
| 4  | Levi Leipheimer (USA)   | Astana Pro Team            | + 51"       |
| 5  | Denis Mensjov (RUS)     | Rabobank                   | + 58"       |
| 6  | Ivan Basso (ITA)        | Liquigas                   | + 1' 14"    |
| 7  | Carlos Sastre (ESP)     | Cervélo TestTeam           | + 1' 24"    |
| 8  | Chris Horner (USA)      | Astana Pro Team            | + 1' 25"    |
| 9  | Franco Pellizotti (ITA) | Liquigas                   | + 1' 35"    |
| 10 | David Arroyo (ESP)      | Caisse d'Epargne           | + 1' 49"    |

## 9. etape
17. maj 2009 – Milano, 165 kilometer (Milano Show 100)
Denne etape var arrangeret som et kriterium, hvor feltet kørte ti omgange på en 16 kilometer lang rute i Milano (rytterne cyklede 5 kilometer, før de kom ind på rundstrækningen). Ruten var flad, og etapen så ud til at skulle blive et slag mellem de store sprintere.
Forløbet af etapen blev imidlertid dramatisk forandret i forhold til forventningerne på grund af det slemme styrt, som Pedro Horrillo var ude for dagen forinden. Opmærksomheden var blevet henledt på sikkerhedsforanstaltningerne på denne og andre etaper i Giroen. Da ruten gik over flere forskellige overflader, blandt andet sporvognsspor og brosten, valgte feltet kollektivt at protestere mod at køre etapen, og derfor blev resultatet neutraliseret; alle modtog den samme tid som etapevinderen, og der blev ikke givet point til Giro d'Italia, som det ellers var planlagt. Udover det farlige underlag, var der også flere steder parkeret biler i siden af vejen, hvilket pressede rytterne ud i en smal række. Oprindeligt var resultatet af rytternes protest dog kun, at kun etapetiderne ikke skulle gælde.
Feltet kørte de første fire omgange meget langsomt, omkring 20 km/t langsommere end tidligere etaper, og efter fjerde runde stoppede rytterne helt op, og Danilo Di Luca tog en mikrofon for at forklare tilskuerne, hvorfor rytterne kørte så langsomt. Lance Armstrong, der sammen med Di Luca var feltets stemme under protesten, undskyldte effekten af protesten på det, der skulle have været en stor cykelfest, men forklarede også, at det var den rigtige beslutning at tage for feltet.
Feltet kørte til sidst hurtigere, på den sidste omgang, og etapens resultat skulle findes efter en massespurt, der blev vundet af Mark Cavendish.
|    | Rytter                    | Hold                       | Tid        |
| -- | ------------------------- | -------------------------- | ---------- |
| 1  | Mark Cavendish (GBR)      | Team Columbia-High Road    | 4h 16' 13" |
| 2  | Allan Davis (AUS)         | Quick Step                 | s.t.       |
| 3  | Tyler Farrar (USA)        | Garmin-Slipstream          | s.t.       |
| 4  | Matthew Goss (AUS)        | Team Saxo Bank             | s.t.       |
| 5  | Alessandro Petacchi (ITA) | L.P.R. Brakes-Farnese Vini | s.t.       |
| 6  | Robert Förster (GER)      | Team Milram                | s.t.       |
| 7  | Robert Hunter (RSA)       | Barloworld                 | s.t.       |
| 8  | Davide Viganò (ITA)       | Fuji-Servetto              | s.t.       |
| 9  | Saïd Haddou (FRA)         | Bbox Bouygues Télécom      | s.t.       |
| 10 | Markus Fothen (GER)       | Team Milram                | s.t.       |

|    | Rytter                  | Hold                       | Tid         |
| -- | ----------------------- | -------------------------- | ----------- |
| 1  | Danilo Di Luca (ITA)    | L.P.R. Brakes-Farnese Vini | 37h 29' 48" |
| 2  | Thomas Lövkvist (SWE)   | Team Columbia-High Road    | + 13"       |
| 3  | Michael Rogers (AUS)    | Team Columbia-High Road    | + 44"       |
| 4  | Levi Leipheimer (USA)   | Astana Pro Team            | + 51"       |
| 5  | Denis Mensjov (RUS)     | Rabobank                   | + 58"       |
| 6  | Ivan Basso (ITA)        | Liquigas                   | + 1' 14"    |
| 7  | Carlos Sastre (ESP)     | Cervélo TestTeam           | + 1' 24"    |
| 8  | Chris Horner (USA)      | Astana Pro Team            | + 1' 25"    |
| 9  | Franco Pellizotti (ITA) | Liquigas                   | + 1' 35"    |
| 10 | David Arroyo (ESP)      | Caisse d'Epargne           | + 1' 49"    |

## 10. etape
19 May 2009 – Cuneo til Pinerolo, 262 kilometer
Efter hviledagen stod rytterne over for Giroens længste etape, der havde flere høje stigninger og blev betegnet som en af løbets kongeetaper. Det var oprindeligt planen, at Col d'Izoard, der har været med i Tour de France som en stigning uden for kategori flere gange, skulle være med på ruten. Løbets arrangører besluttede sig senere for at ændre ruten og blive på den italienske side af Alperne, idet de vurderede, at de strækninger, der skulle køres i Frankrig, var for afsides, og at radiokommunikationen i området ikke kunne garanteres. Ruten, som den oprindeligt var planlagt, lignede præcis en rute, der blev brugt til Giro d' Italia 1949.
De efterfølgende ændringer medførte, at ruten blev endnu længere end først planlagt, 262 kilometer i stedet for 250 km, med en lille kategoriseret stigning lige under 10 kilometer fra mål. Denne stigning kom efter en 50 kilometer lang nedkørsel fra det, der blev etapens hovedstigning, Sestrière. Løbets favoritter forventedes at forsøge at skille sig ud på denne etape.
Med en overraskende hurtig start på etapen, hvor der den første time blev kørt over 50 kilometer, lykkedes det ikke nogen udbrud at komme af sted i over to timer. Herefter kom tolv ryttere af sted fra feltet. Feltet svandt efterhånden ind til en håndfuld favoritter, blandt andet den førende rytter Danilo Di Luca. Den tidligere Giro-mester Stefano Garzelli angreb fra denne gruppe på dagens første stigning og kom op til den førende gruppe, der nu kun bestod af fem tilbageværende ryttere, før bjergtoppen. Her tog han det maksimale antal point – ligesom han gjorde på Sestrière – hvilket satte ham i spidsen for bjergkonkurrencen. Garzellis største forspring, på toppen af Sestrière, var på lige over seks minutter.
En gruppe bestående af de flere topryttere i klassementet, anført af den førende rytter selv, indhentede alle de tolv oprindelige udbrydere og til sidst også Garzelli lige før dagens sidste stigning, Prà Martino. Di Lucas aggressive nedkørsel fra Prà Martino gav ham et hul til favoritfeltet, der ellers havde siddet på hjul af ham indtil da. Di Luca endte som etapevinder. Dagen bød på en stor vinder og en stor taber: Lance Armstrong sluttede 29 sekunder efter Di Luca i samme gruppe som rytteren, der blev nummer seks, hvilket sendte ham syv pladser op i klassementet, mens Thomas Lövkvist tabte over et minut og faldt fra anden- til ottendepladsen i klassementet.
|    | Rytter                  | Hold                       | Tid        |
| -- | ----------------------- | -------------------------- | ---------- |
| 1  | Danilo Di Luca (ITA)    | L.P.R. Brakes-Farnese Vini | 6h 30' 43" |
| 2  | Franco Pellizotti (ITA) | Liquigas                   | + 10"      |
| 3  | Denis Mensjov (RUS)     | Rabobank                   | s.t.       |
| 4  | Carlos Sastre (ESP)     | Cervélo TestTeam           | s.t.       |
| 5  | David Arroyo (ESP)      | Caisse d'Epargne           | + 26"      |
| 6  | Mauricio Soler (COL)    | Barloworld                 | + 29"      |
| 7  | Ivan Basso (ITA)        | Liquigas                   | s.t.       |
| 8  | Levi Leipheimer (USA)   | Astana Pro Team            | s.t.       |
| 9  | Joaquim Rodríguez (ESP) | Caisse d'Epargne           | s.t.       |
| 10 | Michael Rogers (AUS)    | Team Columbia-High Road    | s.t.       |

|    | Rytter                  | Hold                       | Tid         |
| -- | ----------------------- | -------------------------- | ----------- |
| 1  | Danilo Di Luca (ITA)    | L.P.R. Brakes-Farnese Vini | 44h 00' 11" |
| 2  | Denis Mensjov (RUS)     | Rabobank                   | + 1' 20"    |
| 3  | Michael Rogers (AUS)    | Team Columbia-High Road    | + 1' 33"    |
| 4  | Levi Leipheimer (USA)   | Astana Pro Team            | + 1' 40"    |
| 5  | Franco Pellizotti (ITA) | Liquigas                   | + 1' 53"    |
| 6  | Carlos Sastre (ESP)     | Cervélo TestTeam           | + 1' 54"    |
| 7  | Ivan Basso (ITA)        | Liquigas                   | + 2' 03"    |
| 8  | Thomas Lövkvist (SWE)   | Team Columbia-High Road    | + 2' 12"    |
| 9  | David Arroyo (ESP)      | Caisse d'Epargne           | + 2' 35"    |
| 10 | Gilberto Simoni (ITA)   | Diquigiovanni-Androni      | + 2' 58"    |

## 11. etape
20. maj 2009 – Torino til Arenzano, 214 kilometer
Passo del Turchino, kendt for hvert år at blive brugt i klassikeren Milan-Sanremo, blev besøgt 19 kilometer fra etapens afslutning. Stigningen er ikke svær nok til at skille rytterne ud, så analyser før etapen pegede på, at etapen enten ville blive vundet af en sprinter eller af en rytter langt nede i klassementet i et udbrud.
Astana-rytteren Chris Horner stillede ikke op til start på grund af en benskade fra et styrt på 10. etape, hvilket efterlod Levi Leipheimer og Lance Armstrong uden deres trofaste hjælperytter.
Et udbrud indeholdende Gustavo César, Cameron Meyer, Dmytro Grabovskyy og Alessandro Donati slap af sted efter 65 kilometer. Kort efter styrtede Levi Leipheimer, men han kom ikke til skade. Udbruddet blev indhentet, og Vladimir Isaichev kørte af sted i et soloudbrud. Astana førte feltet op af Turchino, dagens enlige stigning, og Armstrong førte ned af nedstigningen. Di Luca holdt sig noget overraskende ved Armstrongs baghjul. Et par ryttere forsøgte at slippe af sted og tage etapesejren på vej ind i Arenzano, men sprinterholdene arbejdede for at holde feltet samlet, og Mark Cavendish tog endnu en sejr i en massespurt foran Tyler Farrar og Alessandro Petacchi.
Efter denne etape, dagen før Cinque Terre-enkeltstarten, afgav Danilo Di Luca den første af sine to positive tests for CERA. Resultaterne blev dog først offentliggjort efter Giroen.
|    | Rytter                     | Hold                       | Tid        |
| -- | -------------------------- | -------------------------- | ---------- |
| 1  | Mark Cavendish (GBR)       | Team Columbia-High Road    | 4h 51' 17" |
| 2  | Tyler Farrar (USA)         | Garmin-Slipstream          | s.t.       |
| 3  | Alessandro Petacchi (ITA)  | L.P.R. Brakes-Farnese Vini | s.t.       |
| 4  | Allan Davis (AUS)          | Quick Step                 | s.t.       |
| 5  | Sébastien Hinault (FRA)    | Ag2r-La Mondiale           | s.t.       |
| 6  | Davide Viganò (ITA)        | Fuji-Servetto              | s.t.       |
| 7  | Edvald Boasson Hagen (NOR) | Team Columbia-High Road    | s.t.       |
| 8  | Aleksandr Serov (RUS)      | Team Katusha               | s.t.       |
| 9  | Oscar Gatto (ITA)          | ISD                        | s.t.       |
| 10 | Robert Förster (GER)       | Team Milram                | s.t.       |

|    | Rytter                  | Hold                       | Tid         |
| -- | ----------------------- | -------------------------- | ----------- |
| 1  | Danilo Di Luca (ITA)    | L.P.R. Brakes-Farnese Vini | 48h 51' 28" |
| 2  | Denis Mensjov (RUS)     | Rabobank                   | + 1' 20"    |
| 3  | Michael Rogers (AUS)    | Team Columbia-High Road    | + 1' 33"    |
| 4  | Levi Leipheimer (USA)   | Astana Pro Team            | + 1' 40"    |
| 5  | Franco Pellizotti (ITA) | Liquigas                   | + 1' 53"    |
| 6  | Carlos Sastre (ESP)     | Cervélo TestTeam           | + 1' 54"    |
| 7  | Ivan Basso (ITA)        | Liquigas                   | + 2' 03"    |
| 8  | Thomas Lövkvist (SWE)   | Team Columbia-High Road    | + 2' 12"    |
| 9  | David Arroyo (ESP)      | Caisse d'Epargne           | + 2' 35"    |
| 10 | Gilberto Simoni (ITA)   | Diquigiovanni-Androni      | + 2' 58"    |